# ویلرسی
ویلرسی (به انگلیسی: Willersey) یک روستا و محله مدنی در بریتانیا است که در Cotswold واقع شده‌است. ویلرسی ۸۱۶ نفر جمعیت دارد.